# بوريس نيكولوف
بوريس نيكولوف (بالبلغارية: Борис Георгиев)‏ (6 مارس 1929 – 29 يناير 2017) هو ملاكم بلغاري راحل، مثّل بلاده في الألعاب الأولمبية الصيفية في دورتي 1952 و1956.

## روابط خارجية
بوريس نيكولوف على موقع أوليمبيديا (الإنجليزية)